# Анна София фон Анхалт-Бернбург
Анна София фон Анхалт-Бернбург (на немски: Anna Sophie von Anhalt-Bernburg; * 13 септември 1640 в Бернбург; † 25 април 1704 в Зоненвалде) от фамилията Аскани е принцеса от Анхалт-Бернбург и чрез женитба графиня от Золмс-Зоненвалде.

## Произход
Тя е дъщеря на княз Кристиан II фон Анхалт-Бернбург (1599 – 1656) и принцеса Елеонора София фон Шлезвиг-Холщайн-Зондербург (1603 – 1675), дъщеря на херцог Йохан фон Шлезвиг-Холщайн-Зондербург и принцеса Агнес Хедвиг фон Анхалт.

## Фамилия
Анна София се омъжва на 20 септември 1664 г. в Баленщет за граф Георг Фридрих фон Золмс-Зоненвалде (1626 – 1688). Тя е втората му съпруга. Те имат децата:
- Фридерика Христиана (1665 – 1666)
- Карл Готлиб (1666 – 1669)
- Хайнрих Вилхелм II фон Золмс-Зоненвалде (1668 – 1718), граф на Золмс-Зоненвалде цу Хилмерсдорф и Прозмарк, женен на 13 декември 1691 за фрайин Йохана Маргарета фон Фризия (1671 – 1694)
- София Албертина (1672 – 1708), омъжена на 25 юни 1692 г. в Бернбург за братовчед ѝ княз Карл Фридрих фон Анхалт-Бернбург (1668 – 1721)